# Uzsa
Uzsa là một thị trấn thuộc hạt Veszprém, Hungary. Thị trấn này có diện tích 20,24 km², dân số năm 2010 là 321 người, mật độ 16 người/km².